# 让·塔里
让·塔里（法語：Jean Taris，1909年7月6日—1977年1月10日），法国男子游泳运动员。他曾代表法国参加1928年、1932年和1936年夏季奥林匹克运动会游泳比赛，其中1932年奥运会获得一枚银牌。